# 扩张主义
扩张主义作为一种意识形态或国家对外的政治政策，旨在通过单独或者兼用军事、外交及移民等手段，从而达到增加本国领土、殖民地或者主权，宣示霸权和扩大本国政治、经济及文化影响的效果。

## 早期历史
扩张主义可追溯到人类文明的初期，历史记录显示人类历史上许多最早的文明国家都从事了扩张活动，古埃及在公元前19世纪即从事征伐努比亚的军事活动，以占领努比亚的黄金产地；古希腊文明曾在小亚细亚和地中海建立许多商业殖民地；隶属两河文明的阿卡德人在征服了苏美人之后曾远征叙利亚；甲骨文亦记载了殷商力图向东扩张领土，与东夷之间频繁的战争。
尽管人类历史上相当多数的战争与扩张领土有关，但是并非所有的战争行为都可归类于扩张主义。例如，公元前771年，犬戎部落攻入西周都城，洗劫一空后撤离，并未占据西周领土。部分原因是由于当时犬戎部落从事游牧经济，对于无法作为草场的领土没有征服欲望。

## 原因分析
扩张主义被许多历史上许多国家，特别是处于国力强盛状态下的国家采用，其可能的原因是扩张可以从外部带来新的领土、人民和资源，因而可以通过税收、掠夺等方式直接增进国家的财富；其次，当一个政权实现了对其它民族、国家或者新的土地的征服，常常可以增加政权的威望，当本国人民以征服者姿态出现在异邦土地上时，经常增进了本国人民的团结和对当政集团的拥护，从而巩固了政权对内的统治。民族主义在同时也是扩张主义的原因之一，一些以民族主义为基础的国家会以收复领土或复仇主义为原因进行扩张，如纳粹德国在20世纪40年代开始的一系列扩张。

## 现代表现
1945年联合国成立后，确立了“大小各国平等权利”和“非为公共利益，不得使用武力”等原则。
原则上，领土扩张，尤其是通过军事征服获取新领土不再被国际社会认可为主权国家的合法权利，只有因自卫而使用武力才被认为是符合国际法的。
尽管如此，國力相對強大的国家仍會藉由政治、经济、文化、军事、外交等影响力，力图操纵和控制其它國力相對弱勢的国家或地區，在一些地区，为了将它国纳入到自己的势力范围，展开了激烈的争夺。上述政治现象可以看作是扩张主义传统在现代国际政治中遗留的表现。